# Washingtoni metró
A Washingtoni metró egy hat vonalból álló metróhálózat az Amerikai Egyesült Államok fővárosában, Washingtonban. Az első szakaszt 1976. március 27-én nyitották meg, jelenleg a hálózat hossza eléri a 208 km-et, melyen 2023-ban 98 állomást szolgált ki. A napi utasforgalom meghaladja a 600 ezer főt, ezzel az ország második legforgalmasabb metróhálózata a New York-i metró után.
A metró nem csak a fővárost szolgálja ki, hanem átnyúlik Virginia és Maryland államokba is.
Üzemeltetője a Washington Metropolitan Area Transit Authority.
Legutolsó bővítése a Silver vonal meghosszabbítása volt, hogy a metróhálózat elérje a főváros második légikikötőjét, a Washington Dulles nemzetközi repülőteret is.

## Képek

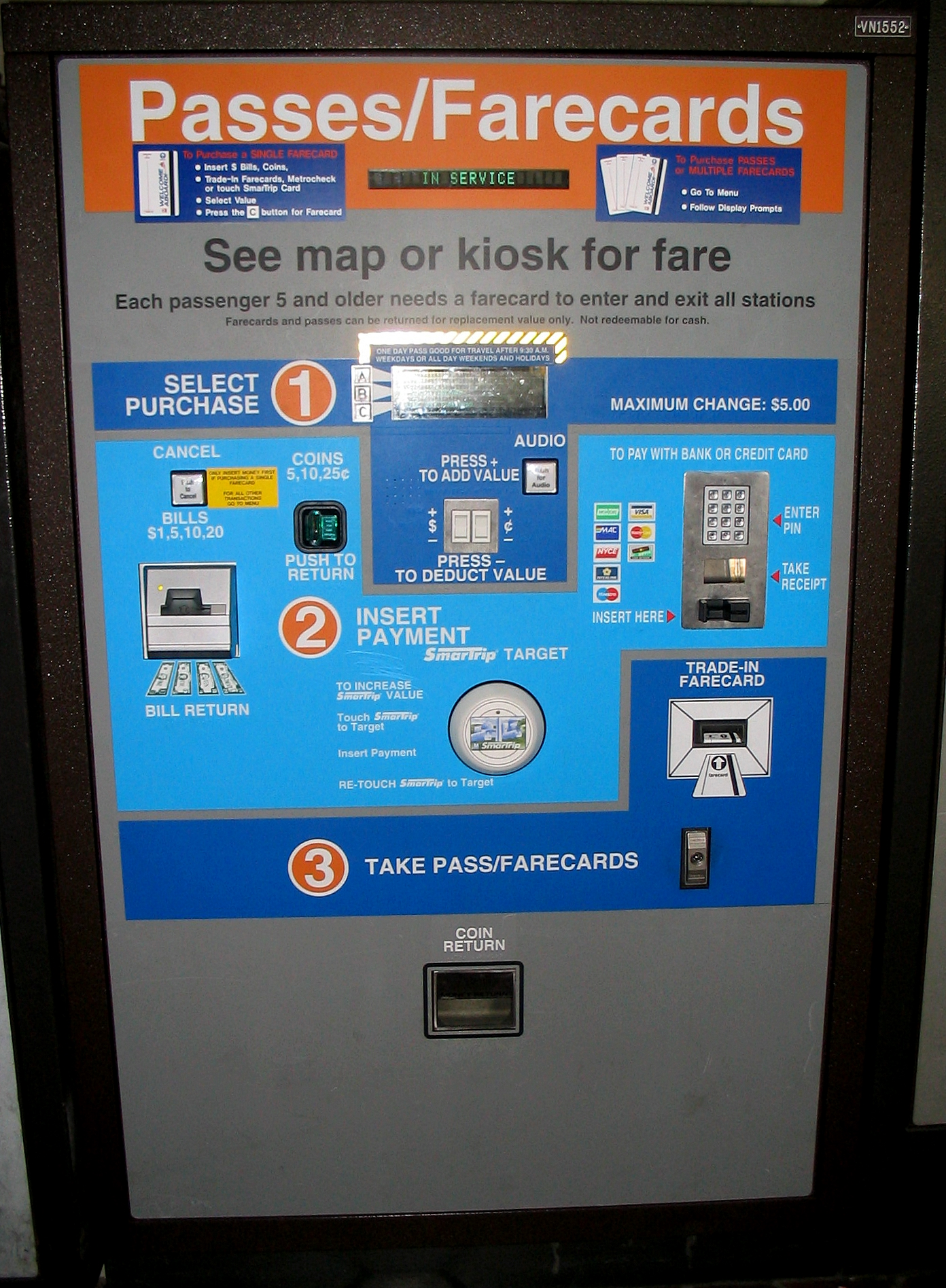
Jegyautomata
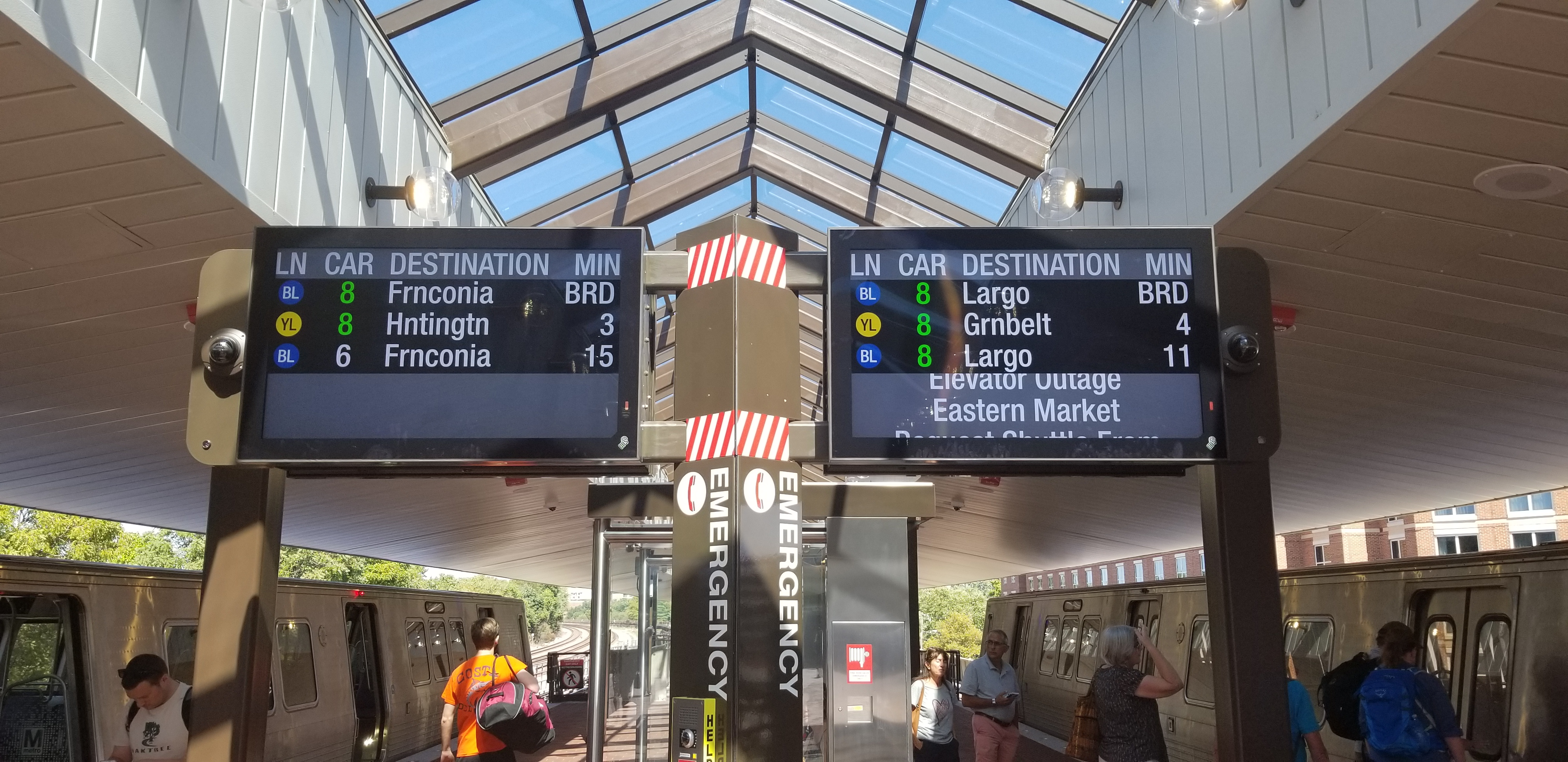
Utastájékoztató kijelzők
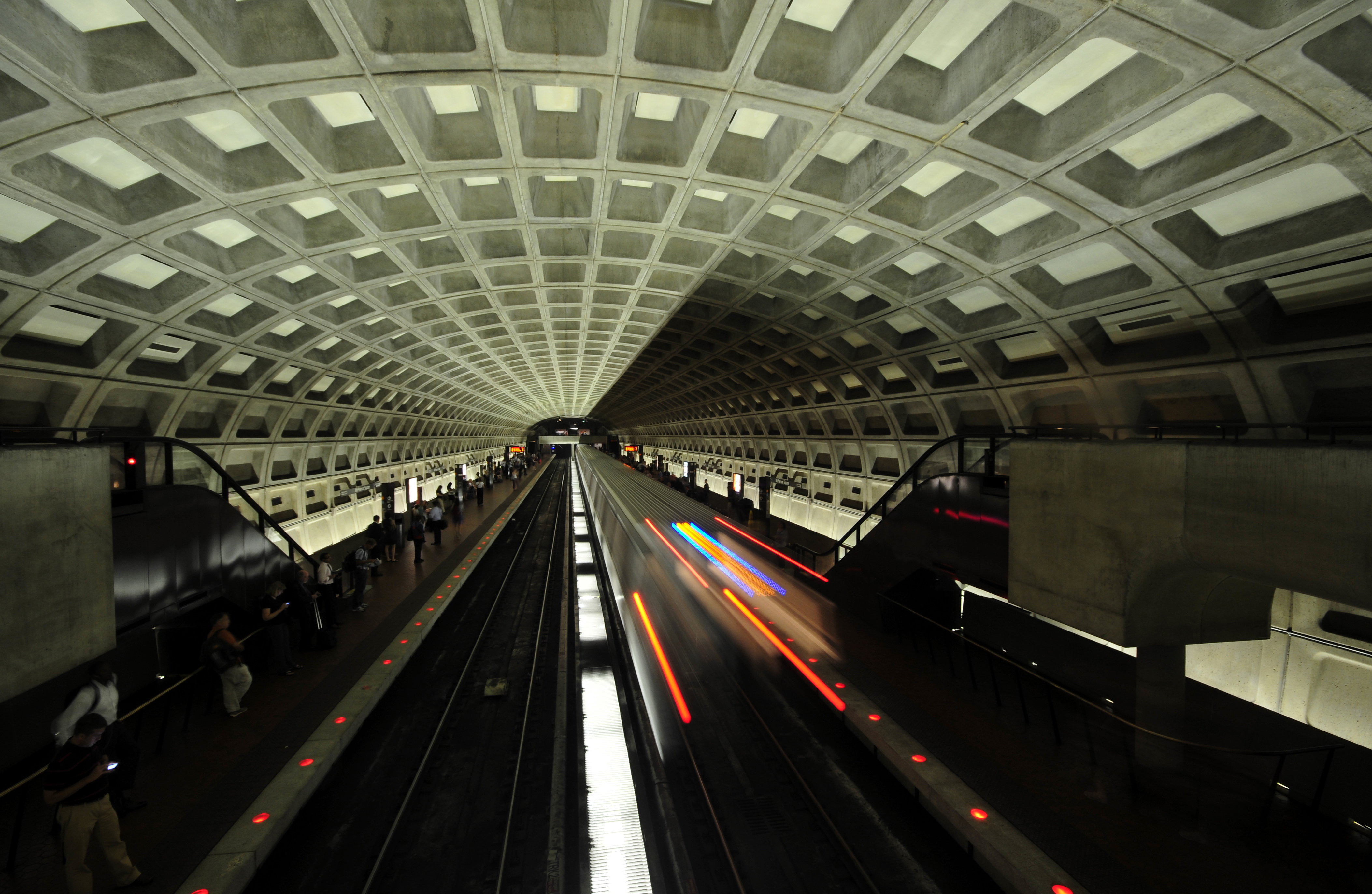
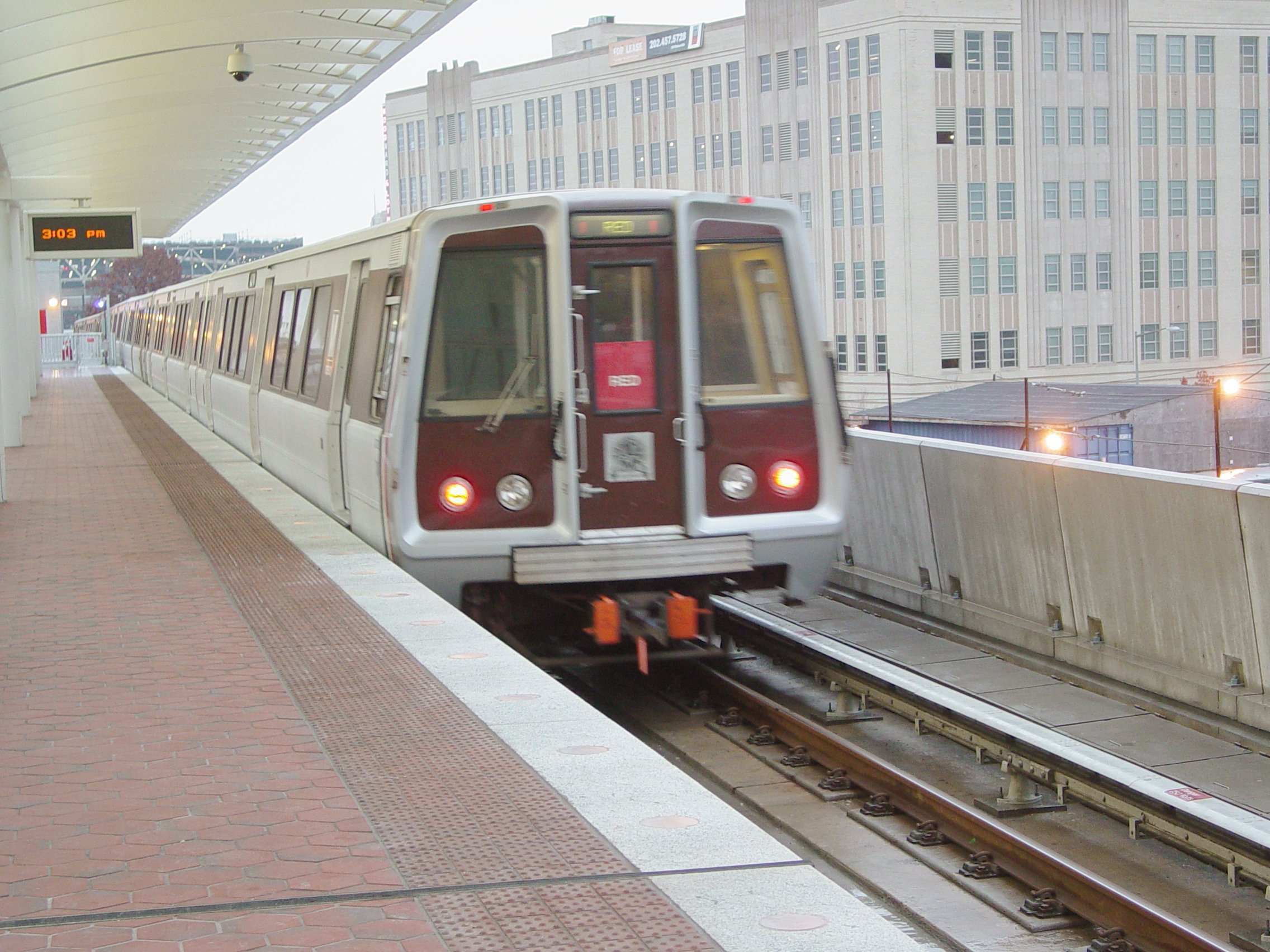
New York Ave-Florida Ave-Gallaudet U Station
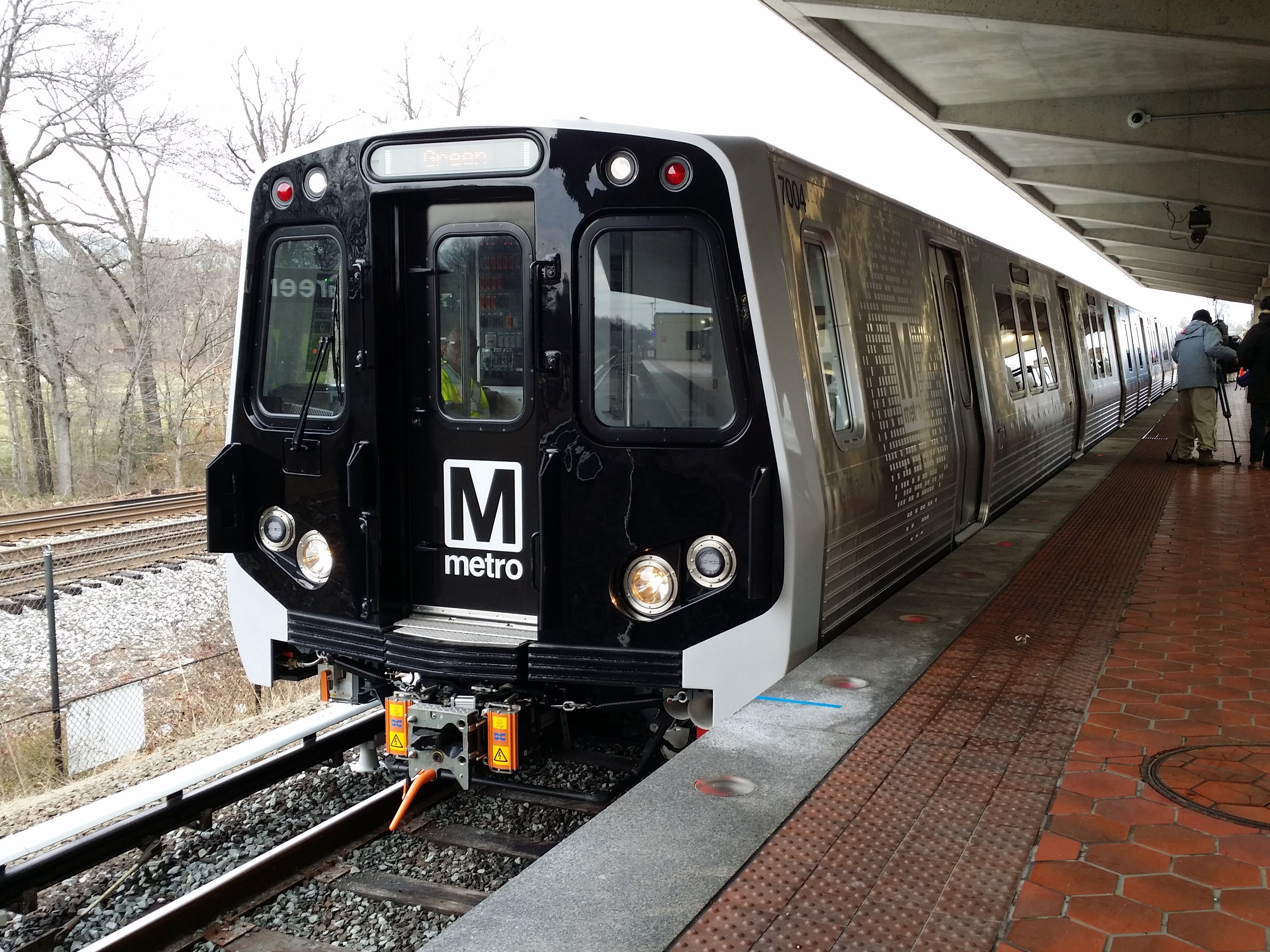
7000-es sorozatú metrókocsi